# Jordan Ladd
Jordan Elizabeth Ladd (Los Angeles, 14 gennaio 1975) è un'attrice statunitense.

## Biografia
Nata nel celebre quartiere di Hollywood, è figlia d'arte degli attori Cheryl (nota per aver interpretato Kris Munroe nel telefilm Charlie's Angels) e David Ladd. Il nonno paterno era il celebre attore Alan Ladd, e la nonna paterna Sue Carol, agente cinematografica e attrice. All'età di due anni Ladd ha iniziato a partecipare a spot pubblicitari. Il suo primo spot è stato per la Polaroid. Mentre frequentava la scuola ha iniziato a recitare in film ed in televisione, spesso lavorando insieme alla madre. Dopo essersi diplomata ha scelto la strada dell'attrice professionista. È diventata famosa recitando in film indipendenti.

## Filmografia

### Cinema
- Embrace of the Vampire, regia di Anne Goursaud (1995)
- Inside out, regia di Jason Gould (1997)
- Ecstasy Generation (Nowhere), regia di Gregg Araki (1997)
- Stand-ins, regia di Harvey Keith (1997)
- Taking the Plunge, regia di Lisa Haisha (1999)
- Mai stata baciata (Never Been Kissed), regia di Raja Gosnell (1999)
- Junked, regia di Lance Lane (1999)
- The Specials, regia di Craig Mazin (2000)
- Boys life 3, regia di Gregory Cooke e David Fourier (2000)
- Puzzled, regia di Tosca Musk (2001)
- The Perfect You, regia di Matthew Miller (2002)
- Darkened Room, regia di David Lynch (2002)
- For Mature Audiences Only, regia di Colleen McGuinness (2002)
- Cabin Fever, regia di Eli Roth (2002)
- Vacanze di sangue (Club Dread), regia di Jay Chandrasekhar (2004)
- Madhouse, regia di William Butler (2004)
- Dog Gone Love, regia di Rob Lundsgaard (2004)
- Waiting..., regia di Rob McKittrick (2005)
- Inland Empire - L'impero della mente (Inland Empire), regia di David Lynch (2006)
- Thanksgiving, episodio di Grindhouse, regia di Eli Roth (2007)
- Hostel: Part II, regia di Eli Roth (2007)
- Grace, regia di Paul Solet (2009)
- Awaken, regia di Daric Loo (2012)
- Air Collision, regia di Liz Adams (2012)

### Televisione
- The Girl Who Came Between Them, regia di Mel Damski - film TV (1990)
- Broken Promises: Taking Emily Back, regia di Donald Wrye - film TV (1993)
- Love Street - serie TV, 1 episodio (1994)
- Bayside School - La nuova classe (Saved by the Bell: The New Class) - serie TV, 1 episodio (1994)
- I mastini del potere (Weapons of Mass Distraction), regia di Stephen Surjik - film TV (1997)
- Total Security - serie TV, 1 episodio (1997)
- Trappola in rete (Every Mother's Worst Fear), regia di Bill L. Norton - film TV (1998)
- Best Actress, regia di Harvey Frost - film TV (2000)
- The Deadly Look of Love, regia di Sollace Mitchell - film TV (2000)
- Six Feet Under - serie TV, 1 episodio (2001)
- Robot Chicken - serie TV, 4 episodi (2005-2007)
- The Christmas Contract, regia di Monika Mitchell - film TV (2018)

## Doppiatrici italiane
- Rossella Acerbo in Cabin Fever e Vacanze di sangue
- Laura Lenghi in Mai stata baciata
- Alessandra Korompay in Grindhouse - A prova di morte
- Connie Bismuto in Hostel: Part II
- Lara Parmiani in Trappola in rete